# Saint-Omer
Saint-Omer je francouzská obec v departementu Pas-de-Calais v regionu Hauts-de-France. V roce 2011 zde žilo 14 064 obyvatel. Je centrem arrondissementu Saint-Omer.

## Poloha
Město leží asi 30 km jižně od Dunkerque a asi 35 km jihovýchodně od Calais, na řece Aa, která je dále až do Severního moře splavná. Asi 10 km jihozápadně od města probíhá dálnice A 26, Calais – Troyes.

## Vývoj počtu obyvatel
Počet obyvatel 

## Pamětihodnosti
Město s bohatou historií bylo za obou válek 20. století celkem ušetřeno.
- Gotická katedrála Notre-Dame ze 13.-16. století na místě staršího kostelíka ze 7. století. Trojlodní basilika s ochozem kaplí, s velmi bohatou plastickou výzdobou zvenčí a cenným souborem vitráží z 15.-16. století.
- Gotický kostel Saint-Denis ze 13. století.
- Kostel Božího hrobu na památku tří místních šlechticů, účastníků křížových výprav.
- Trosky opatství Saint-Bertin ze 13. století, zbořeného 1830.
- Renesanční kaple bývalé jezuitské koleje z let 1615-1640.
- Bývalý biskupský seminář ve vlámském slohu z let 1605-1620
- Zbytky Vaubanova barokního opevnění s městským parkem v bývalém příkopě.
- Čtvrť Haut-Pont podél říčky Aa s vesnickými domky.
- La Coupole, trosky betonového odpalovacího zařízení pro německé střely V-2.

### Galerie

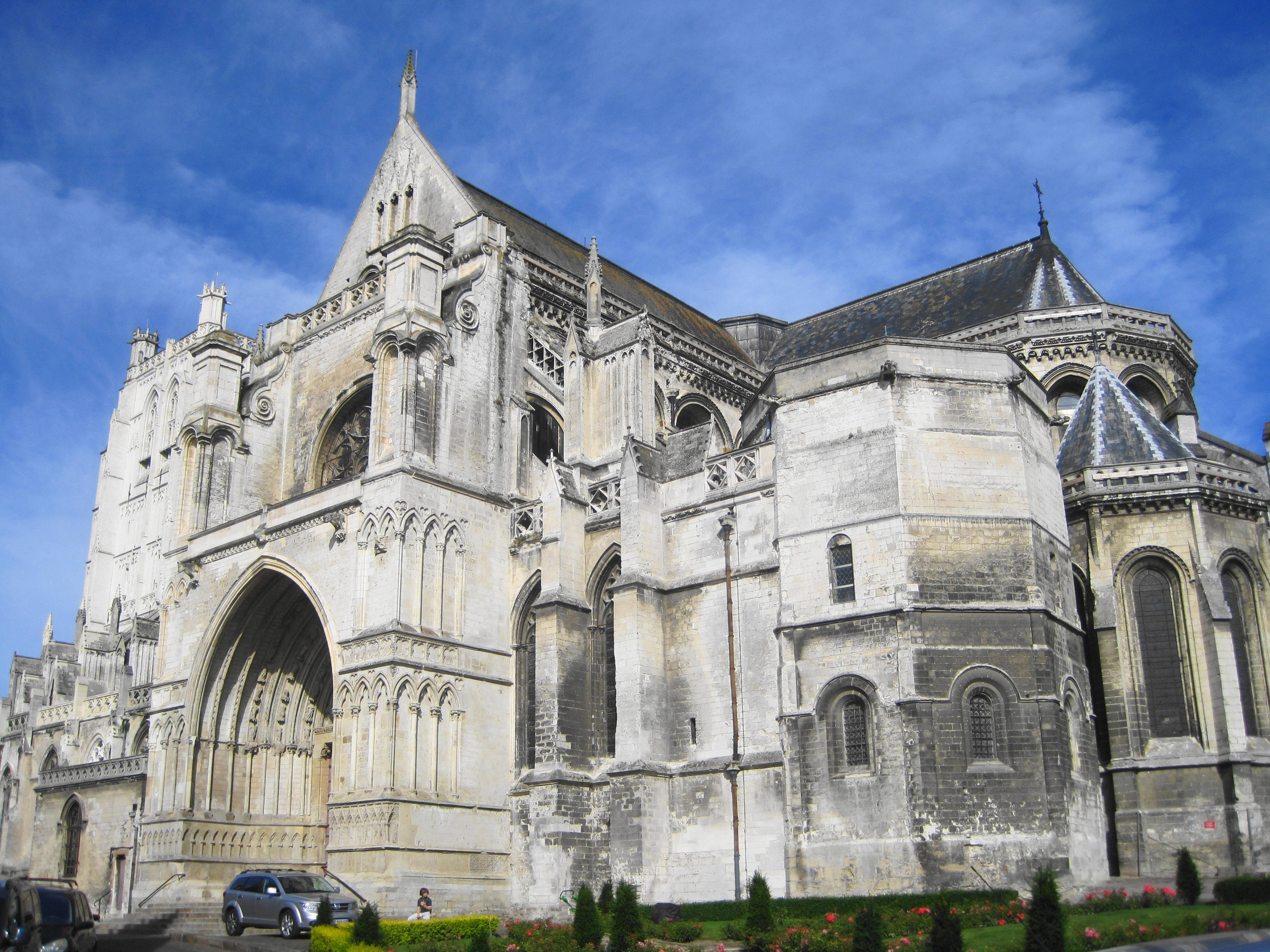
Katedrála od JV
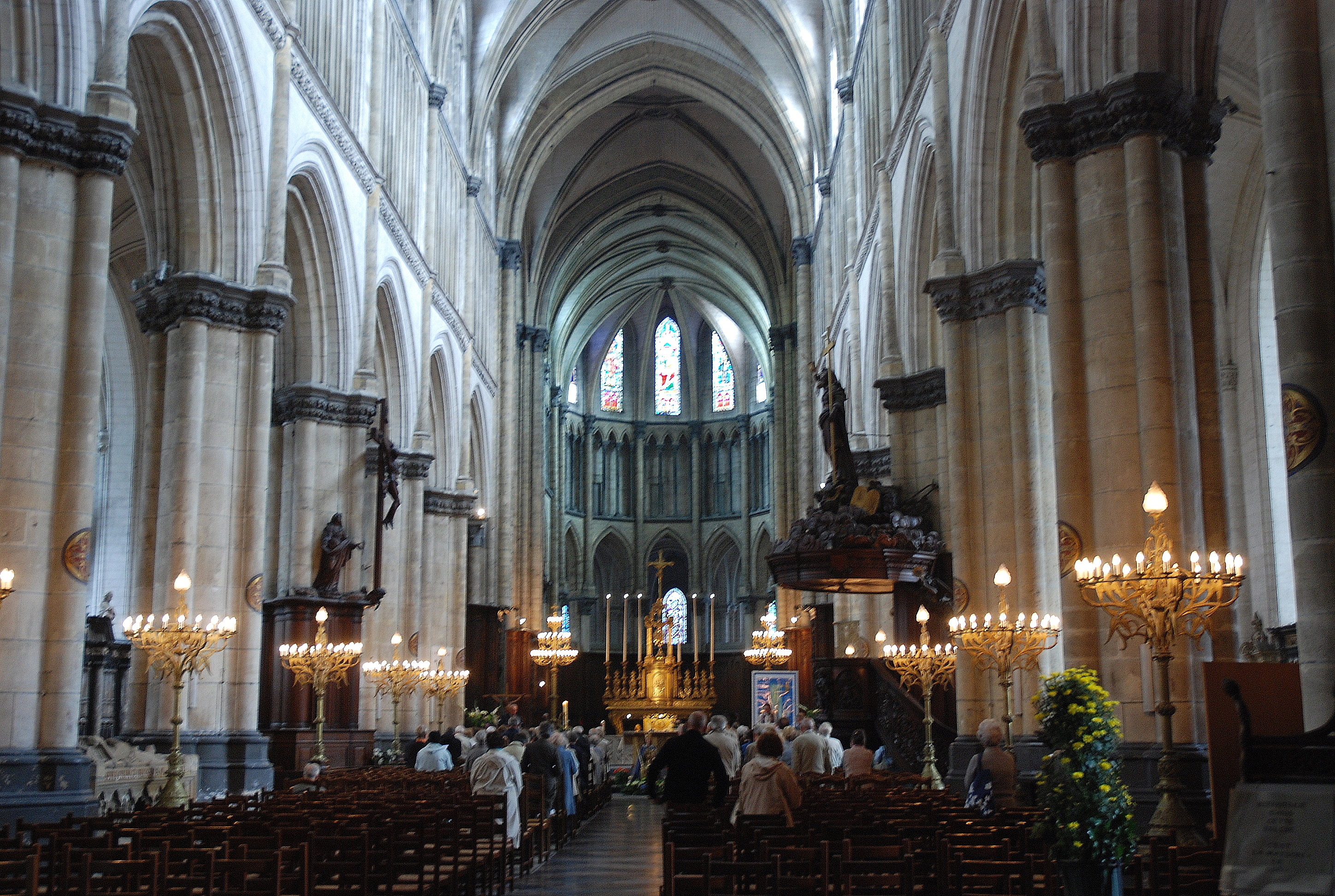
Interiér
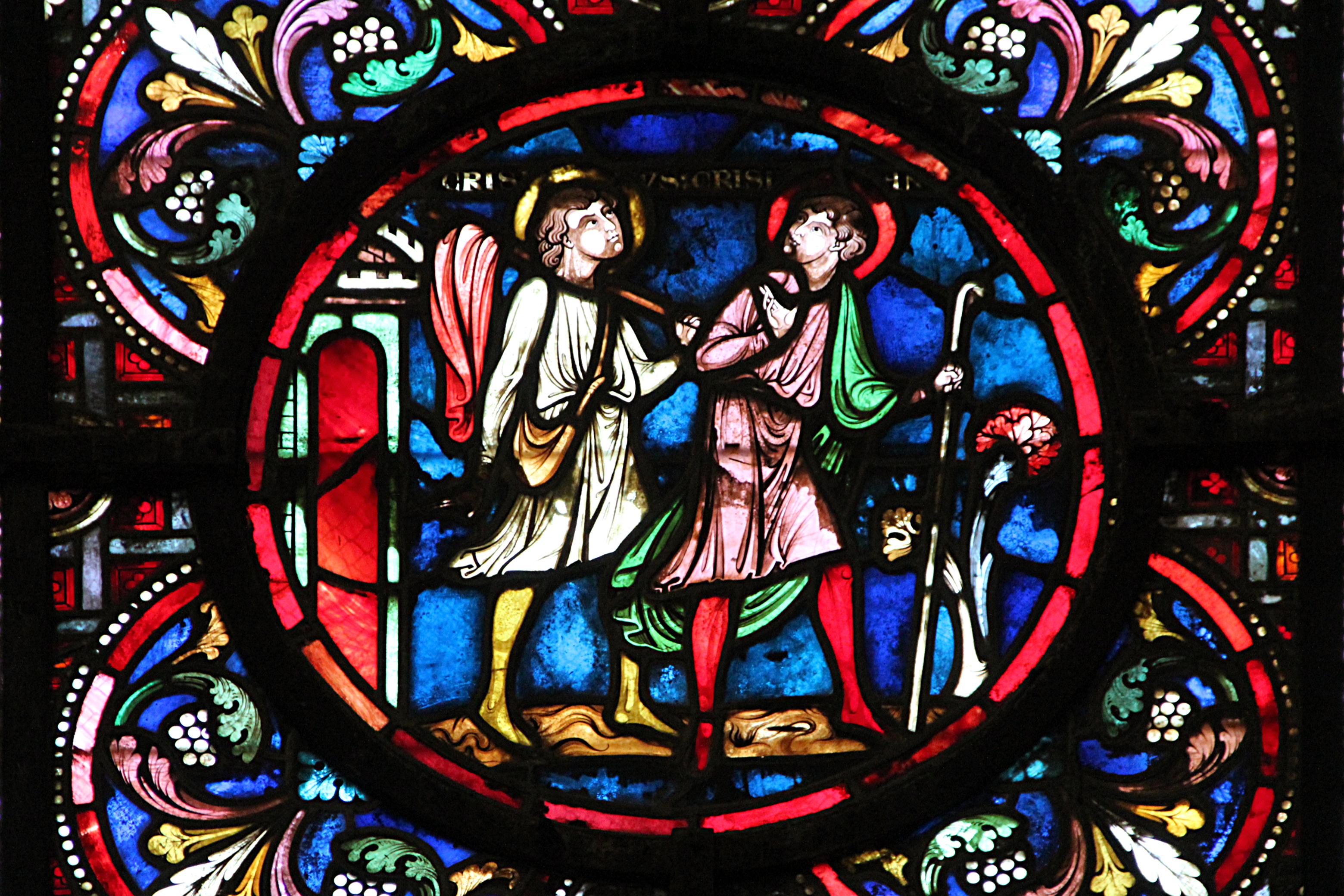
Poutníci (vitráž)
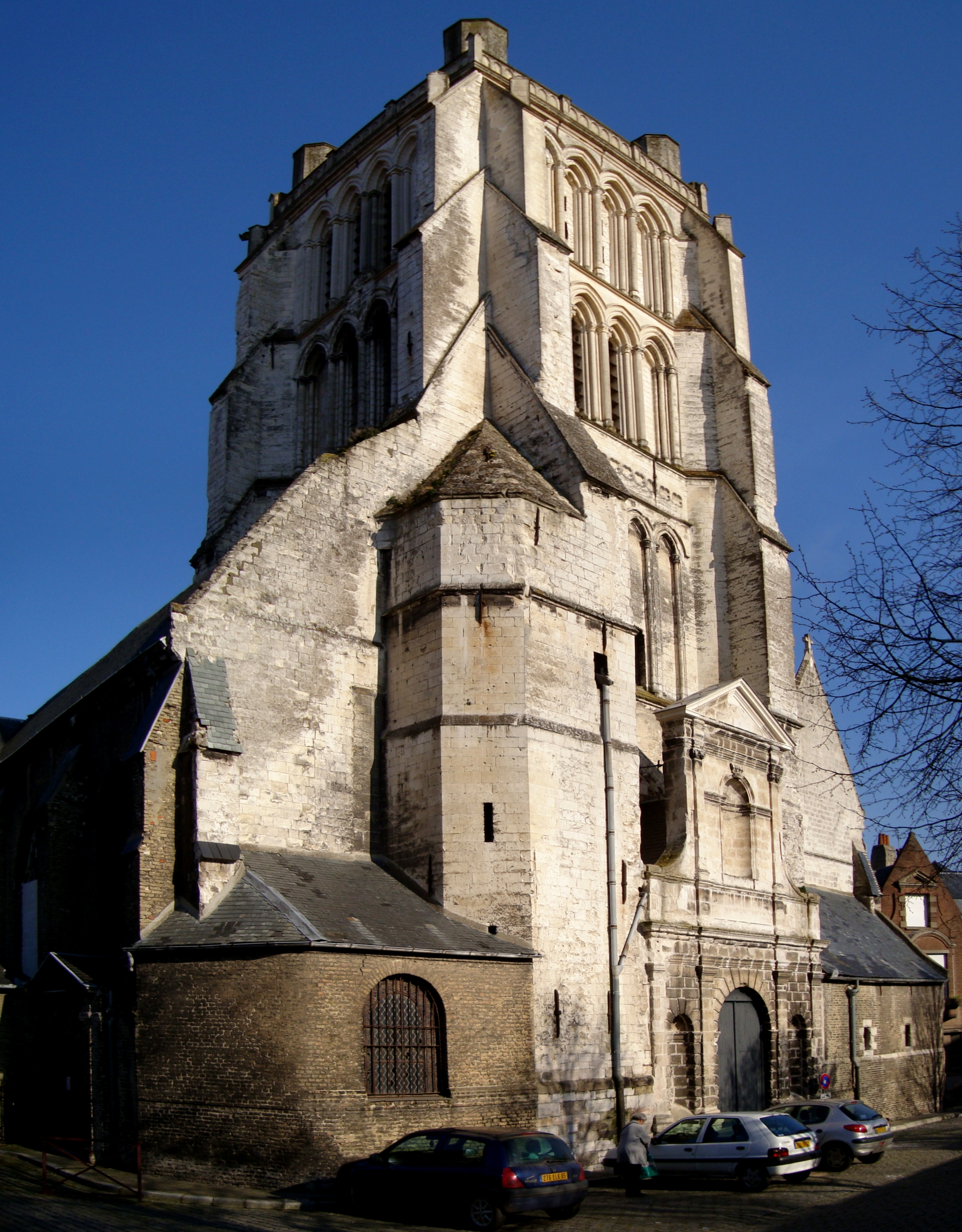
Kostel St-Denis
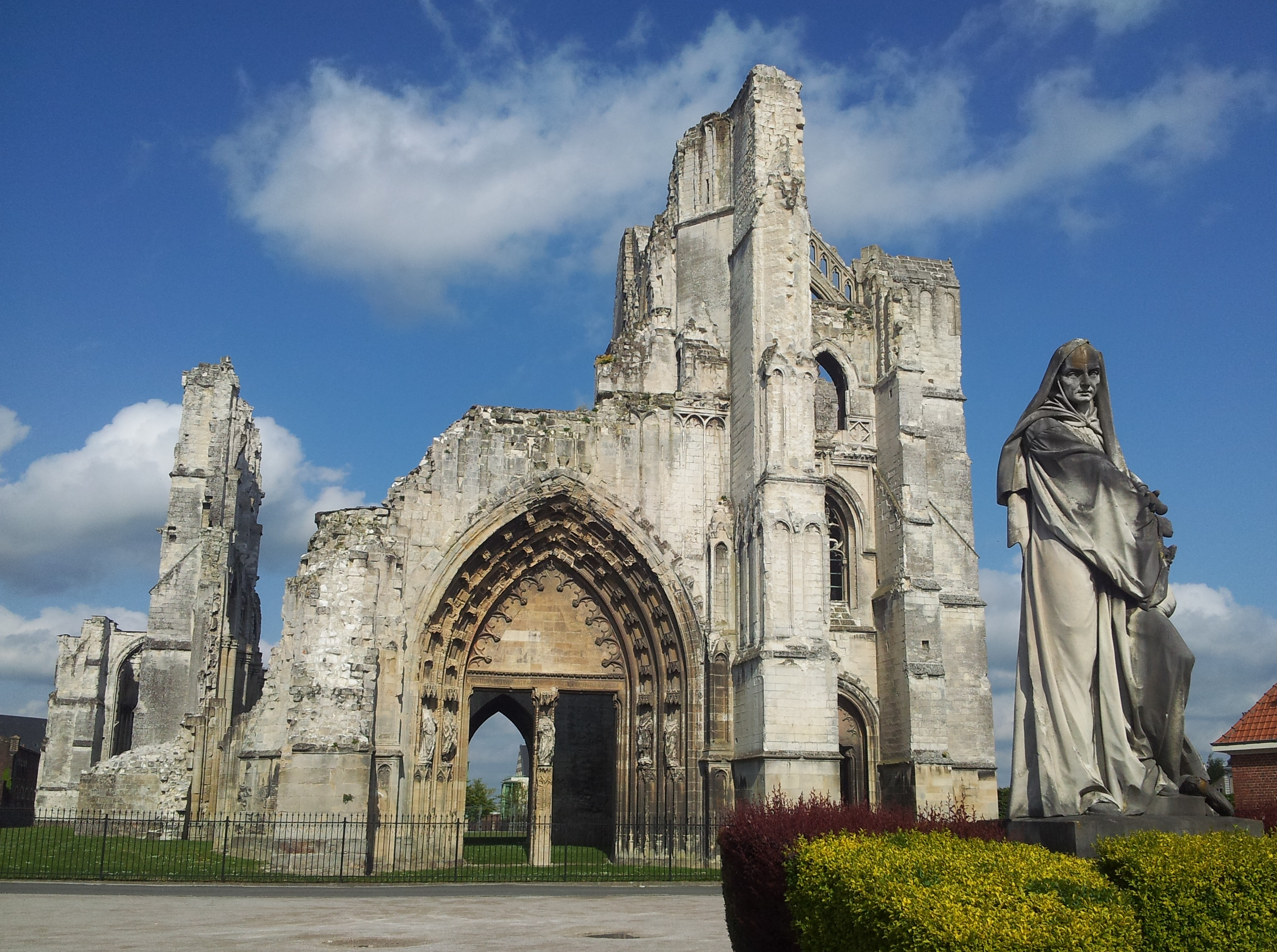
Opatství St-Bertin
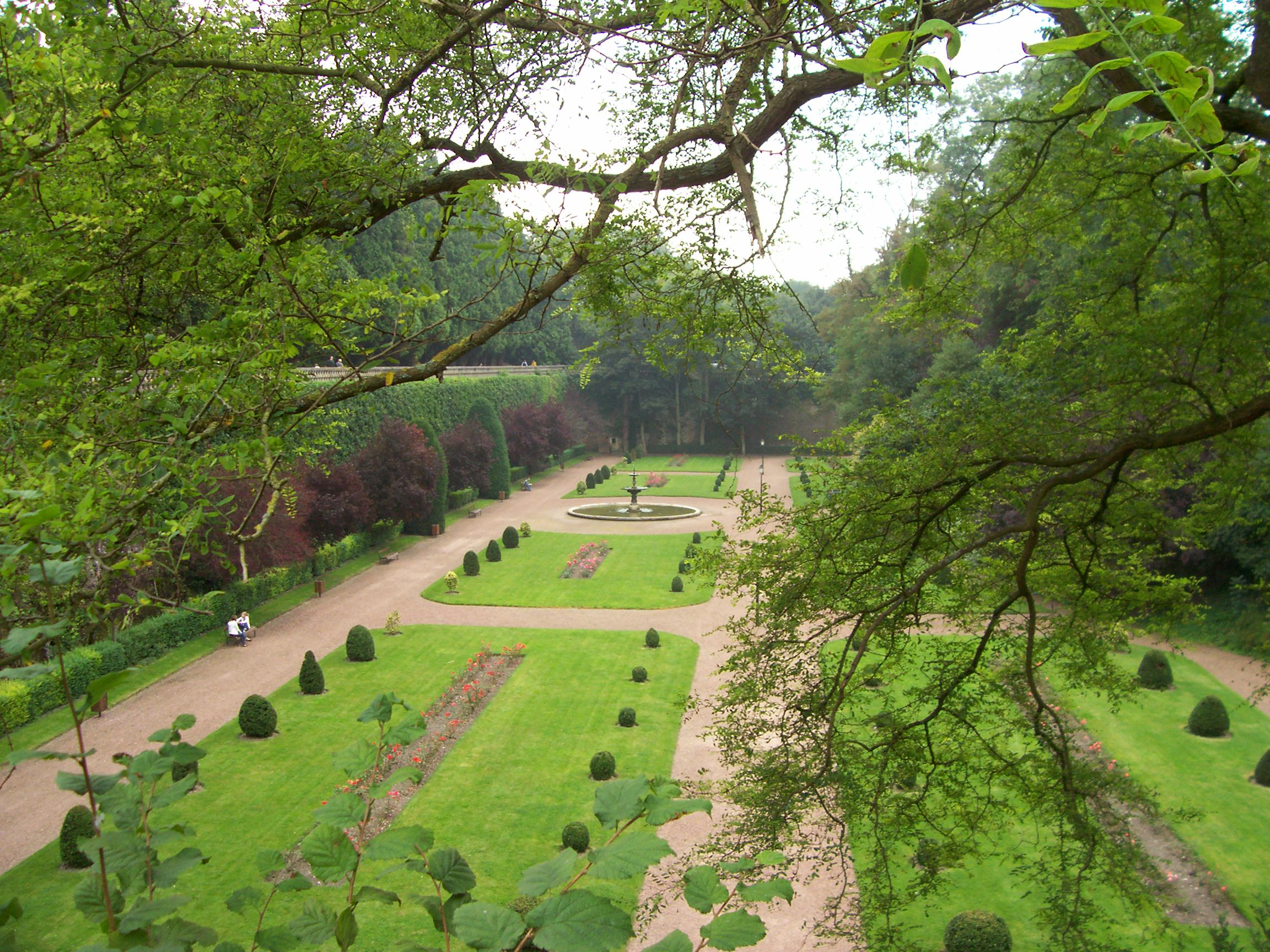
Park pod hradbami